# John E. Rickards

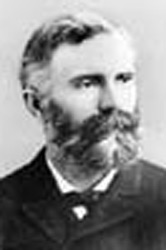
Segundo governador do estado norte-americano de Montana.

John Esdras Rickards (23 de julho de 1848, Delaware City - 26 de dezembro de 1927, em Berkeley, Califórnia) foi um legislador político de Montana.
Rickards foi um empresário em Butte, Montana. Ele era um membro da legislatura territorial 1888-89, e foi um delegado à convenção estadual constitucional em 1889. Ele foi o primeiro vice-governador de Montana (1889-1893), e serviu como o segundo governador de Montana 1893-97.